# Wanderbiltia wanderbilti
Wanderbiltia wanderbilti är en fjärilsart som beskrevs av Rego Barros 1958. Wanderbiltia wanderbilti ingår i släktet Wanderbiltia och familjen björnspinnare. Inga underarter finns listade i Catalogue of Life.